# August Starek
August Starek (16 de febrero de 1945) es un exfutbolista y entrenador de fútbol austriaco . Es también conocido como "Gustl Starek" y "der Schwarze Gustl" (en alemán "el negro gustl").